# SN 2006ak
SN 2006ak – supernowa typu Ia odkryta 17 lutego 2006 roku w galaktyce A110932+2837. W momencie odkrycia miała maksymalną jasność 15,80m.